# 小乗
小乗（しょうじょう、हीनयान、Hīnayāna）とは仏教用語で、小さい（ヒーナ）乗り物（ヤーナ）を意味する語。個人の解脱を目的とする教義を大乗側が劣った乗り物として貶めて呼んだものであり、否定的な呼び名である。

## 概説
衆生の救済を目的とする教義（大乗、大乗仏教、偉大な乗り物）と対比的に用いる。菩薩行を称え、自らの教えを大乗と称する集団が、二乗（声聞乗と縁覚乗）をまとめて小乗と呼んだ（この場合の声聞乗は当時の部派仏教を指していたとされる）。

## 語の成立と用法
小乗の語は、大乗経典の発展史のなかでは大乗の語よりも遅れて成立しており、大乗の興起した時代の最初期には、大乗が対立する既存の伝統仏教を小乗（hīnayāna）と名指すことはなかった。小乗の語は、大乗経典が成立する過程において、その一部に考案されて用いられ、その指示対象も限定されていた。すなわち説一切有部のみを、もしくはその中の一派のみを小乗と呼んだことが、ほぼ論証されている。小乗の語が出現した時代に小乗と名指された部派仏教がこれを自称したわけではない。三枝充悳は、小乗という語が濫用されるのはごく特殊であるとしている。

### 現代における使用例
上座部系のスリランカ分別説部大寺派に発するとされる今日の南伝仏教を日本では小乗仏教と呼ぶこともあるが、小乗の語の由来に鑑みると不適切である。

## 大乗との差異
竹村牧男は、大乗と小乗（部派）の違いについて、小乗（部派）では人間は釈尊にはほど遠く、修行しても及ばないと考えられているのに対して、大乗では人間は釈尊と同じ仏になれると考えられているとしている。また、小乗（部派）では修行の最終の地位は阿羅漢であるのに対して、大乗では最終的に仏となることを目標に掲げるとしている。植木雅俊は、小乗は出家至上主義とする。

## 仏典における扱い
初期仏教の仏典に由来するとされる阿含経の漢訳のなかでは、瞿曇僧伽提婆（ゴータマ・サンガデーヴァ）訳「増一阿含経」に小乗という漢語の使用が1例だけみられる。